# Batalha de Carras
A Batalha de Carras, travada em 53 a.C. próximo à cidade de Carras (atual Harã, na Turquia), foi uma das batalhas entre o Império Parta e a República Romana. O comandante parta Surena esmagou a força invasora romana comandada pelo general Marco Licínio Crasso. Esta foi uma das maiores derrotas sofridas pelos romanos.
Crasso, membro do primeiro triunvirato e conhecido por ser o homem mais rico em Roma, ansiava por glória e mais riquezas e então decidiu invadir o Império Parta sem o consentimento formal do senado. Rejeitando uma oferta de ajuda do rei Artavasdes II da Armênia de usar seu território para invadir o Reino Parta, Crasso marchou com seu exército direto pelo deserto da Mesopotâmia. Seu exército acabou se encontrando com as forças de Surena na cidade de Carras. Apesar de estar em grande desvantagem numérica, a cavalaria de Surena superou completamente a infantaria pesada romana, matando ou capturando quase todos os soldados romanos. O próprio Crasso foi morto depois que as negociações de uma provável trégua ficaram violentas. Sua morte pôs fim ao primeiro triunvirato, que resultou em uma guerra civil entre Júlio César e Pompeu.

## Antecedentes
A guerra ao Império Parta foi resultado de uma série de arranjos e alianças políticas formadas por Marco Licínio Crasso, Pompeu Magno e Júlio César — o chamado Primeiro triunvirato. Entre março e abril de 56 a.C., encontro realizado  em Ravena, em Luca e na província da Gália Cisalpina, buscaram reafirmar a aliança firmada quatro anos antes. Foi decidido que o triunvirato apoiaria e daria recursos para o comando de Júlio César na Gália para influenciar as eleições que ocorreriam em 55 a.C., que daria um segundo consulado para Crasso e Pompeu.
Crasso fez fortuna no mercado imobiliário romano e em outros negócios, mas apesar das conexões políticas e da riqueza, faltava-lhe apoio por parte da plebe. Crasso tinha inveja da glória e popularidade dos seus colegas triúnviros Júlio César e Pompeu Magno, e sabia muito bem que para chegar aos status de seus colegas, precisaria de vitórias militares e de conquistar novos territórios para Roma. Então, ao receber o comando das províncias orientais, Crasso passou a planejar a invasão da Pártia, que era porta de entrada para as riquezas do oriente, porém muitos romanos opuseram-se a esta campanha.
Cícero chamou essa guerra de nulla causa ("sem justificativa"), sob o pretexto de que a Pártia tinha um tratado com Roma. O tribuno Caio Ateio Capitão fez forte oposição à campanha e tentou, sem sucesso, exonerar Crasso de seu cargo.
Apesar dos protestos e da oposição, Marco Crasso deixou Roma em 14 de novembro de 55 a.C. Públio, filho de Crasso que lutara com César na Gália, juntou-se ao seu pai na Síria durante o inverno de 54–53 a.C., trazendo consigo mil cavaleiros celtas vindos da Gália que se manteriam leais ao seu jovem comandante até sua morte.

## Preparações para a guerra
Marco Licínio Crasso chegou à província romana da Síria no final de 55 a.C. e imediatamente começou a usar sua imensa fortuna para erguer um exército. Ele conseguiu reunir uma força de 35 mil legionários (a força de 7 legiões), 4 mil de infantaria leve e 4 mil cavaleiros, incluindo mil cavaleiros gauleses que Crasso trouxera com ele. Artavasdes II da Arménia fez uma oferta de ajuda para os romanos, deixando que eles usassem seu território para invadir a Pártia e mais 16 mil cavaleiros e 30 mil soldados de infantaria como reforço. Crasso recusou a oferta e decidiu pegar o caminho mais longo pelo deserto da Mesopotâmia e assim capturar as grandes cidades da região. Em resposta, o xá Orodes II dividiu seus exércitos e tomou a maior parte das tropas para atacar os armênios e deixou o restante das suas forças, aproximadamente 9 mil arqueiros a cavalo e mil catafractários sob o comando do general Surena, para escaramuçar e enfraquecer o exército romano. Orodes não previu que as forças de Surena (em desvantagem numérica de pelo menos três para um) seriam capazes de derrotar Crasso.
Crasso recebeu ajuda de um chefe árabe chamado Ariâmenes, que era amigo de Pompeu. Crasso confiou em Ariâmenes, mas este estava na folha de pagamento dos partas. Ele disse para Crasso atacar diretamente o inimigo, mentindo que os partas eram fracos e desorganizados. Ele então levou os exércitos romanos até as partes mais hostis do deserto, onde não havia água. Crasso depois recebeu Artavasdes, dizendo que o grosso do exército inimigo estava na Armênia e implorou por sua ajuda. Crasso ignorou a mensagem e continuou a avançar pela Mesopotâmia. Ele encontrou as forças de Surena próxima a cidade de Carras.

## A batalha

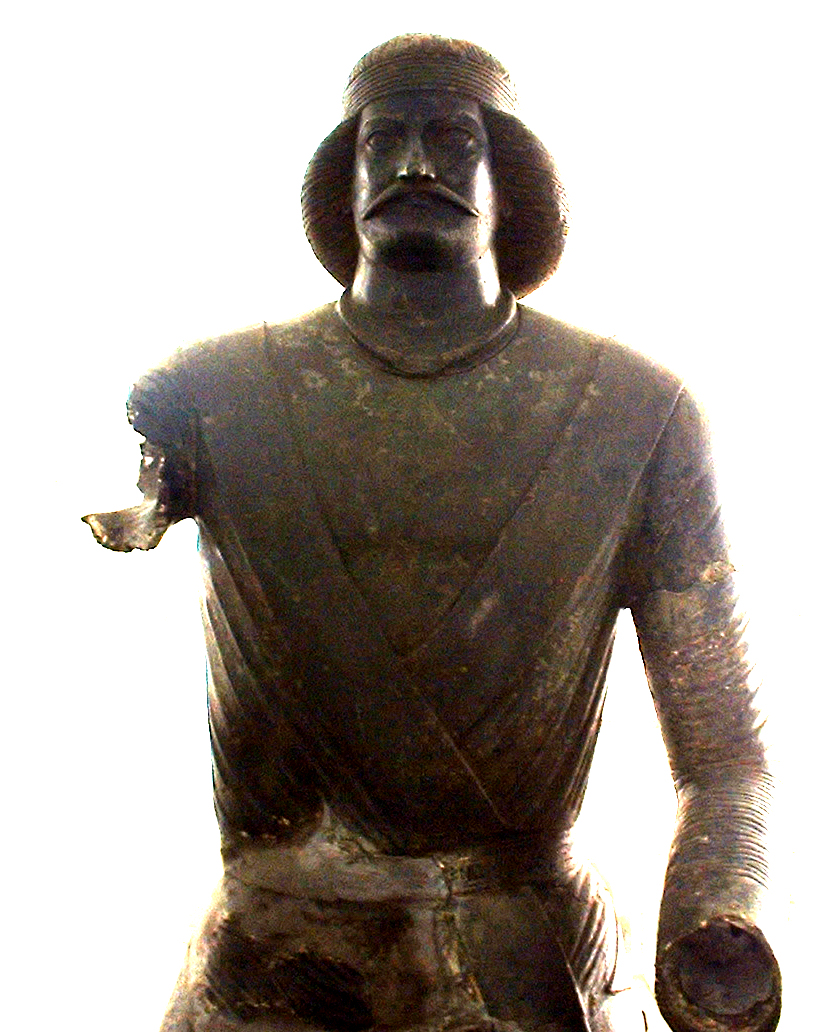
Estátua de Surena, no Museu Mevlana.

Após ser informado da proximidade do exército parta, Marco Licínio Crasso  entrou em pânico. Seu general Cássio aconselhou-o a colocar seu exército em formação tradicional de batalha, com a infantaria no centro e a cavalaria nos flancos. De início, Crasso concordou mas logo mudou a formação para um quadrado, sendo cada lado formado por 12 coortes. Essa formação o protegeria caso o inimigo tentasse flanqueá-lo, mas às custas da mobilidade de seu exército. As forças romanas então avançaram. Os generais de Crasso aconselharam-no a montar acampamento e atacar pela manhã a fim de descansar seus homens. Públio, contudo, estava ansioso para lutar e convenceu Crasso a atacar imediatamente.
Os partas passaram então a intimidar os romanos. Primeiro soaram tambores e outros instrumentos, e até gritos, a noite inteira. Surena então ordenou seus catafractários a avançar mas os romanos firmaram posição. Apesar de Surena ter planejado um ataque frontal às linhas romanas, ele não achava que isso os faria sair de formação, então limitou-se a cercar o exército romano. Crasso enviou escaramuçadores para afastar os arqueiros a cavalo do inimigo mas eles tiveram de recuar sob pesado ataque. Os arqueiros partas passaram então a lançar uma chuva de flechas sobre as legiões romanas. A densa formação romana garantiu que cada flecha acertasse um alvo já que as pesadas flechas partas atravessavam os escudos romanos porém não matavam, apenas causavam grandes ferimentos. Os romanos tentaram repetidas vezes avançar sobre os partas mas os arqueiros e cavaleiros sempre fugiam atirando quantidades maciças de flechas enquanto recuavam. Os legionários em formação de testudo, colocavam os escudos sobre o corpo numa formação maciça para protegê-los das flechas às custas da sua mobilidade. Os partas exploraram essa fraqueza e atacaram as linhas romanas causando pânico e infligindo pesadas baixas. Quando os romanos abandonavam a formação cerrada para revidar, os catafractários recuavam e os arqueiros começavam a atirar suas flechas novamente.
Crasso achava que suas legiões poderiam segurar os ataques partas até que estes ficassem sem flechas. Contudo, Surena trouxe centenas de camelos que continham flechas extras. Após perceber isso, Crasso mandou que seu filho Públio tomasse 1 300 cavaleiros gálicos para afastar a cavalaria-arqueira inimiga. Os arqueiros então recuaram mas após sofrer pesadas perdas, a cavalaria de Crasso foi atacada pelos catafractários partas. Os cavaleiros-arqueiros partas flanquearam os gauleses e cortaram-lhes a retirada. Públio e seus homens acabaram sendo massacrados. Crasso, sem saber da morte do filho mas percebendo o perigo, ordenou que um de seus generais atacasse. Ele depois foi confrontado com a cabeça do filho numa lança. Os partas começaram a cercar a infantaria romana, disparando de todas as direções, enquanto os catafractários atacavam e quebravam a formação inimiga. O ataque parta não cessou até o anoitecer. Crasso, abalado com a morte do filho, ordenou uma retirada até a cidade de Carras, deixando para atrás milhares de feridos, que seriam capturados pelos partas.
No dia seguinte, Surena enviou uma mensagem aos romanos oferecendo uma trégua, permitindo que as legiões romanas recuassem em segurança até a Síria, em troca de todos os territórios em disputa ao leste do Eufrates. Crasso ficou relutante em se encontrar com os chefes partas para negociar o acordo e isso só aconteceu depois que suas tropas, que estavam esgotadas, ameaçaram se amotinar se ele não o fizesse. A reunião foi, no entanto, uma emboscada e Crasso foi morto. Os romanos remanescentes em Carras tentaram fugir mas foram surpreendidos pelos partas e poucos escaparam. Os romanos sofreram pelo menos 20 mil baixas e outros 10 mil homens foram capturados ou desapareceram, fazendo desta batalha uma das mais sangrentas para os romanos no que diz respeito a uma luta com uma nação estrangeira. As perdas entre os partas foram mínimas.

## Resultado da batalha
Após a humilhante derrota, Roma ficou assustada com a possibilidade de uma invasão dos territórios orientais pelos partas. Seguiriam-se várias guerras entre Roma e a Pártia com vitórias para ambos os lados. Mas naquele momento o impacto mais significante da derrota foi na política interna com o fim do primeiro triunvirato o que colocou os outros dois triúnviros sobreviventes (Pompeu e Júlio César) em guerra, que resultaria no fim da República Romana e o nascimento do Império.